# Gamba no Bōken
Gamba no Bōken (jap. ガンバの冒険) ist eine Anime-Fernsehserie von Studio Tokyo Movie Shinsha aus dem Jahr 1975, die durch mehrere Filme und eine weitere Fernsehserie fortgesetzt wurden. Die Geschichte basiert auf dem Roman Bokensha-tachi von Atsuo Saito.

## Inhalt
Zusammen mit seinem Freund Bōbo begibt sich die abenteuerlustige braune Maus Gamba zu einer Party von seefahrenden Mäusen, darunter der erfahrene Yoisho. Dort begegnet ihnen Chūta, der gerade schwer verletzt ein Schiff verlassen hat. Er floh von der Insel Yumemishima, auf der der Hermelin Noroi die Macht an sich gerissen hat und die Mäuse unterdrückt. Um ihm zu helfen, will Gamba mit seinen Freunden nach Yumemishima und Noroi stürzen. Er stellt eine Gruppe mutiger Mäuse zusammen. Zunächst müssen sie jedoch herausfinden, wo die Insel ist und wie sie dahin gelangen.

## Produktion und Veröffentlichung
Die Serie entstand 1975 im Auftrag von Nippon TV beim Studio Tokyo Movie Shinsha. Die Idee zur Geschichte stammt aus dem Roman Bokensha-tachi von Atsuo Saito. Regie führte Osamu Dezaki, der auch einige Designs entwarf. Daneben war Yoshio Kabashima für die Charakterdesigns zuständig. Die künstlerische Leitung lag bei Shichirō Kobayashi. Die verantwortlichen Produzenten waren Sankichiro Kusube und Toru Ueno. Auch die Firma Kyodo Eiga war an der Produktion beteiligt. Ursprünglich waren 52 Folgen geplant. Dies wurde nach der 14. Folge aufgegeben und daher die Geschichte an diesem Punkt deutlich abgeändert. Die insgesamt dann 26 Folgen wurden vom 7. April bis 29. September 1975 von Nippon TV ausgestrahlt. Der Anime wurde ins Italienische, Spanische und Arabische übersetzt und so im Fernsehen gezeigt. Auch in Russisch, Portugiesisch und Chinesisch wurde die Serie synchronisiert.
Am 4. März 1984 kam ein Zusammenschnitt der Serie unter dem Titel Bōkensha-tachi Gamba to Nanahiki no Nakama (冒険者たち ガンバと7匹のなかま) in die japanischen Kinos. Als Gamba to Kawauso no Bōken (ガンバとカワウソの冒険) folgte am 20. Juli 1991 ein Film mit neuem Inhalt, bei dem nun Shunji Ōga Regie geführt hatte.
2014 entstand der Ableger Baby Gamba. Bei der Produktion von Studio Shirogumi Inc. führte Tomohiro Kawamura, das Drehbuch schrieb Sawako Hirabayashi. Als Produzent verantwortlich war Shū Yamada. Die 13 Folgen mit je 2 Minuten Laufzeit wurden vom 19. Juli bis 11. Oktober 2014 von Cartoon Network ausgestrahlt. 2015 folgte der Film Gamba: Gamba to Nakama-tachi in 3D-Computeranimation.

### Synchronisation
| Rolle  | japanischer Sprecher (Seiyū) |
| ------ | ---------------------------- |
| Gamba  | Masako Nozawa                |
| Chūta  | Hiroko Kikuchi               |
| Bōbo   | Ranko Mizuki                 |
| Yoisho | Kenji Utsumi                 |
| Noroi  | Chikao Ohtsuka               |

### Musik
Die Musik der ersten Serie wurde komponiert von Takeo Yamashita. Das Vorspannlied ist Gamba no Uta (ガンバの唄) von Hiromasa Kawahara und der Abspanntitel ist Bōkensha-tachi no Ballad (冒険者たちのバラード) von Yoshihiro Sugiura. Die Musik von Baby Gamba komponierte Miki Kasamatsu.

## Weitere Adaptionen
Manga-Adaptionen zur Serie erschienen in den Magazinen Yoiko und Shogaku 123. Am 4. März 2003 gab Bandai ein Videospiel zur Serie hinaus. Das Puzzlespiel für die PlayStation trägt den Titel Gamba no Bōken: The Puzzle Action.

## Rezeption
Bei einer Umfrage des Sender TV Asahi aus dem Jahr 2006, die nach den beliebtesten Fernseh-Animes fragte, belegte Gamba no Bōken Platz 22.